# Obhausen

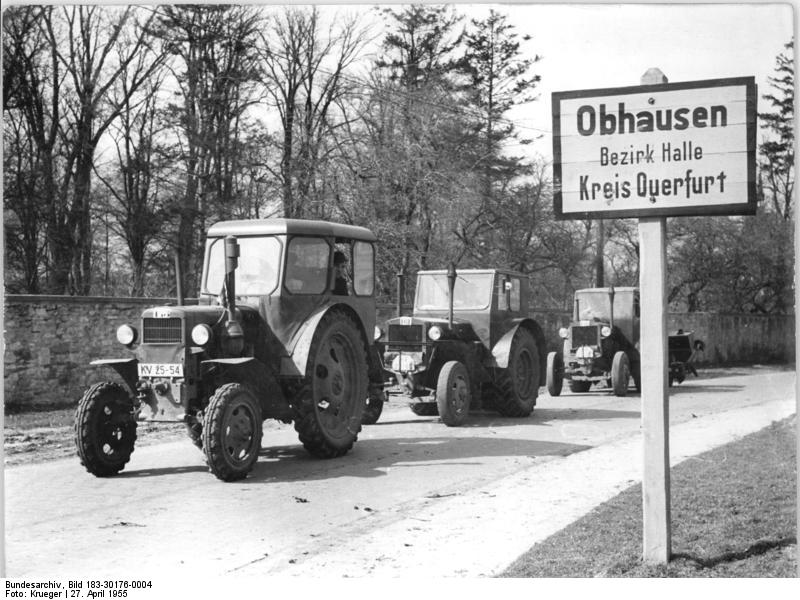
Ortseingang, 1954

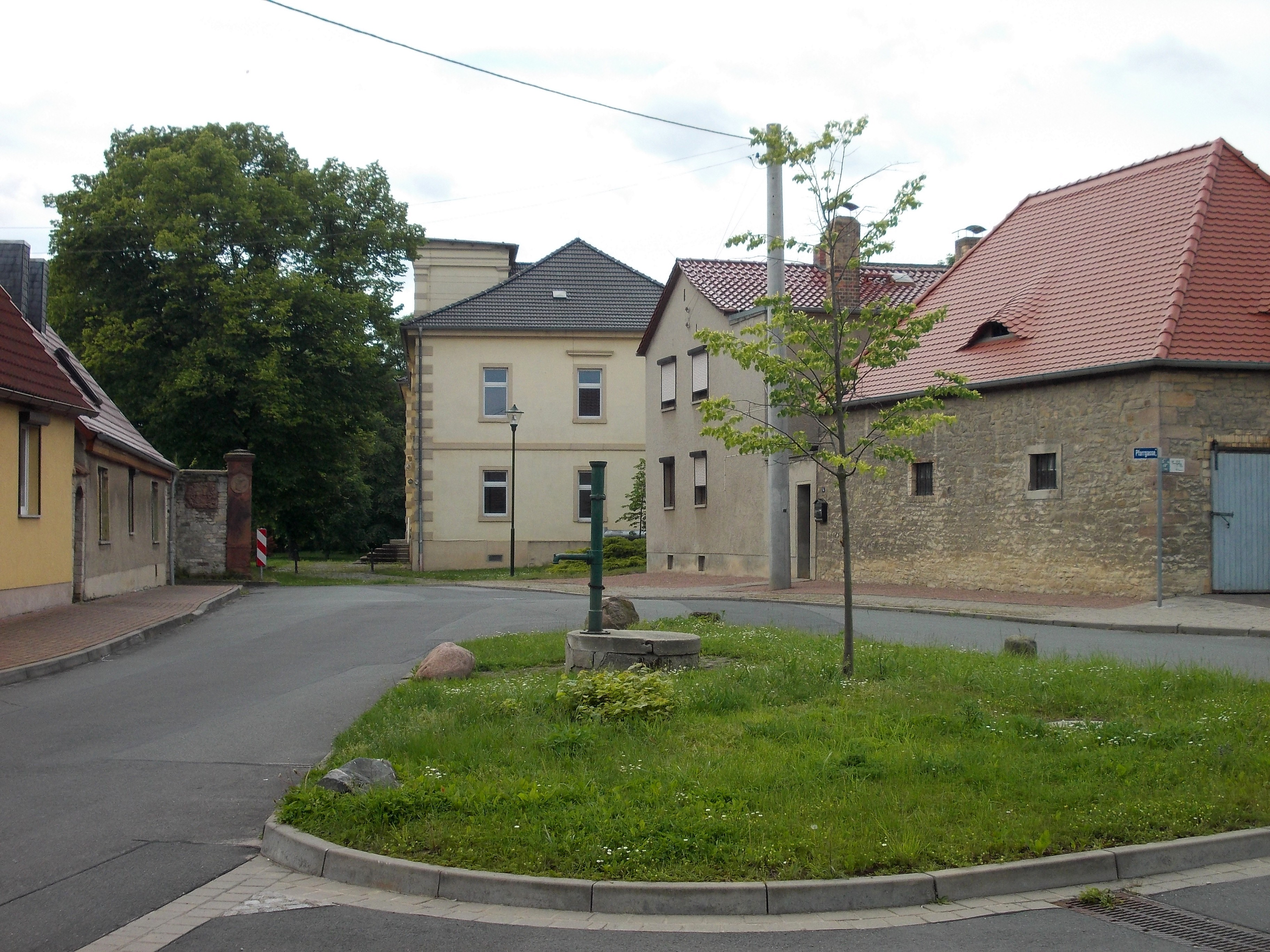
Platz am Gut

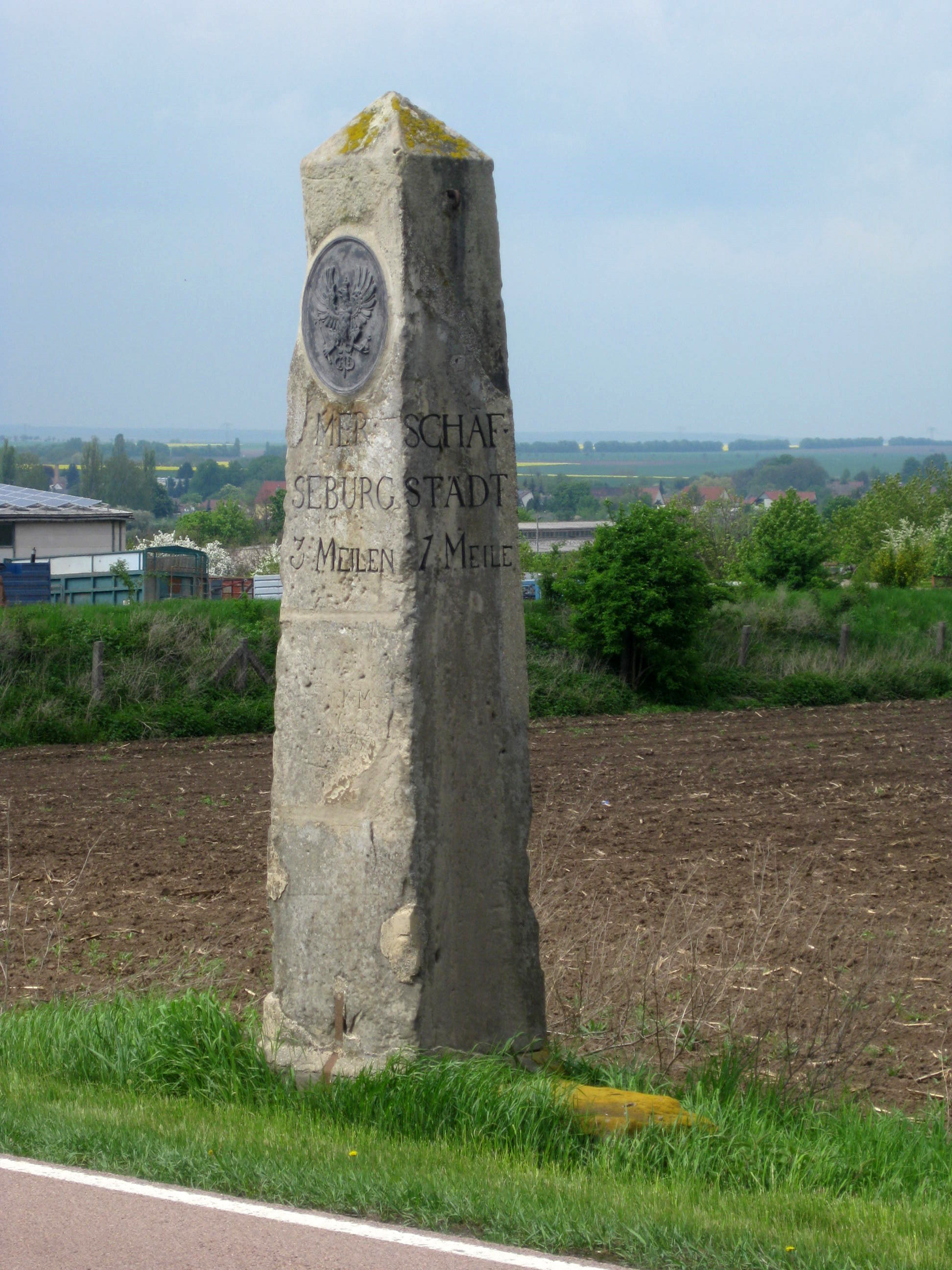
Preußischer Meilenstein im Ortsteil Altweidenbach

Obhausen ist eine Gemeinde im Saalekreis in Sachsen-Anhalt. Sie gehört der Verbandsgemeinde Weida-Land an, die ihren Verwaltungssitz in der Gemeinde Nemsdorf-Göhrendorf hat.

## Geografie
Obhausen liegt zwischen Halle (Saale) und Querfurt am Bach Weida.

### Gemeindegliederung
Als Ortsteile der Gemeinde sind ausgewiesen:
- Altweidenbach
- Esperstedt
- Döcklitz
- Kuckenburg
- Neuweidenbach

## Geschichte
In einem zwischen 881 und 899 entstandenen Verzeichnis des Zehnten des Klosters Hersfeld wird Obhausen als zehntpflichtiger Ort Hubhusa im Friesenfeld erstmals urkundlich erwähnt.
999 wurde die Gemeinde als Upphusun morcha urkundlich erwähnt.
Bestehend aus den Pfarrort St. Petri mit seinen Filialen St. Johannis und St. Nicolai, welche zum Kapitel Merseburg gehörten. Zum Ort gehörten vier Rittergüter (eins in St. Petri, der Schieferhof zu St. Nicolai, das Hayn’schen und Wagnerische in St. Joh.). Lehnsherren waren die Edlen von Querfurt, die Grafen von Mansfeld (aus dem Hause der Edlen von Querfurt), und das Bistum Magdeburg (die Edlen von Querfurt waren Burggrafen von Magdeburg). Diese belehnten die Orte und darin befindliche Güter an die v. Braschwitz (14.–17. Jh.), v. Rolitz, v. Gleina (15. Jh.), v. Osterhausen, v. Kötzschen (17. Jh.), v. Milkau (16. Jh.), v. Rockhausen (1683–1753 St. Joh.), v. Nostitz (1753–1788 St. Joh.), Knuth (Kunth 18. Jh.), v. Krafft (Kraft, 16.–17. Jh.), v. Trotha (19.–20. Jh. St. Petri), v. Hayn (18. Jh.), v. Streitwitz (17. Jh.), von der Streithorst (18. Jh.), v. Danckelmann (17.–18. Jh. St. Joh.), v. Gehofen, v. Naso und die aus dem Winckel weiter.
Der Familie von Rockhausen auf Kirchscheidungen gehörte seit 1683 in Obhausen das Erb- und Frei-Allodial-Rittergut St. Johannis. Letzte Besitzer waren der Kreiskommissar des Thüringischen Kreises George Friedrich von Rockhausen, Herr auf Obhausen und Albersroda und sein einziger Sohn Friedrich August von Rockhausen.
Die Erfurter Schriftstellerin Sidonia Hedwig Zäunemann verfasste anlässlich der Hochzeit am 8. Oktober 1736 im Schloss Obhausen die Hochzeits-Gedichte: „Da jetzo der Reichsfreyherr Stettner von Grabenhoff, mit seiner Braut der schönen Fräulein von Rockhausen mit viel Vergnügen wird getraut.“ und „Auf eben diese Vermählung“.
Nachdem im November 1750 durch einen Brand fast alle Hof- und Wirtschaftsgebäude in Obhausen zerstört wurden, verkauften die von Rockhausen 1752 ihren Besitz an die Familie von Nostitz auf Obhausen.
Der Ort lag bis 1815 im sächsischen Amt Querfurt.
Am 1. April 1937 wurden die drei Gemeinden Obhausen Johannis, Obhausen Nikolai und Obhausen Petri zur Gemeinde Obhausen zusammengeschlossen.
Am 1. Januar 2010 wurde Esperstedt mit Kuckenburg nach Obhausen eingemeindet.

### Ausgrabungen
Archäologen der Friedrich-Schiller-Universität Jena haben bei Obhausen die Reste einer Kirche mit Chor und Apsis entdeckt. Datiert wird sie um das Jahr 1000. Schon Anfang des 20. Jahrhunderts war am Bergsporn des Kranzberges ein 3000 Jahre alter Hortfund mit Schmuck- und Gebrauchsgegenständen, darunter drei unterschiedlich große Halsringe, geborgen worden.
Im Zuge des Forschungsprojektes „Die Höhensiedlungen der Mikro- und Makroregion – ökonomische, politisch-soziale, administrative und kultische Zentralorte“, das sich auf Orte im Umkreis von 40 Kilometer um Nebra konzentriert, werden die Hinterlassenschaften seitdem auch von Forschern und Studierenden des Bereiches Ur- und Frühgeschichte der Universität Jena untersucht.
Dabei wurde auf dem Kranzberg bereits eine frühmittelalterliche Burg (9. Jh.), bestehend aus Haupt- und Vorburg, nachgewiesen.
Nun zeigte sich, dass ein Steingebäude das Fundament einer frühen Kirche war. Lokalisiert wurden ein Saal mit 20 Metern Länge und 10 Metern Breite, ein rechteckiger Chor von sieben mal sieben Metern Größe und eine Apsis mit etwa drei Metern Durchmesser. Anhand des geborgenen Materials ist eine Errichtung der Kirche um das Jahr 1000 zu vermuten. Damit datiert dieser Bau etwa gleichzeitig mit der Kirche auf der Burg Querfurt.

## Politik

### Kommunalwahlen
Die Kommunalwahl am 22. September 2013 führte bei einer Wahlbeteiligung von 39,7 % zu folgendem Ergebnis:
| Partei / Liste | Stimmenanteil | Sitze |
| -------------- | ------------- | ----- |
| CDU            | 52,2 %        | 6     |
| Linke          | 23,3 %        | 2     |
| FDP            | 8,7 %         | 1     |
| Wählergruppen  | 15,8 %        | 2     |

### Bürgermeister
Der ehrenamtliche Bürgermeister Sven Hoffmann wurde am 14. August 2022 gewählt.

### Wappen
Das Wappen wurde am 19. April 2013 durch den Landkreis genehmigt.
Blasonierung: „In Silber über erhöhtem rotem Schildfuß drei rote Kirchen mit je einem spitzbedachten Turm mit Turmkreuz, die beiden äußeren Kirchen mit ihren Türmen zur tiefer stehenden mittleren gewendet und von deren beidseits ihres Turmes ansetzenden Kirchenschiff leicht überdeckt, der Schildfuß belegt mit pfahlweise drei silbernen Kugeln zwischen vorn zwei schräg gekreuzten silbernen Schlüsseln und hinten einem golden nimbierten silbernen Lamm mit golden-roter Siegesfahne.“
Die Farben der Gemeinde sind: Rot-Weiß.
Obwohl Obhausen im Mittelalter eine kleine Gemeinde war, besaß sie doch drei Kirchen, nach denen die Ortsbereiche benannt wurden. Die Schutzpatrone der Kirchen waren St. Petri, St. Nicolai und St. Johannis, wovon letztere beiden die Filialen von St. Petri waren. Aus der Ikonographie werden den jeweiligen Heiligen bestimmte Attribute zugeordnet, die mit ihrer Biografie in Beziehung stehen. Darauf bezieht sich das Wappen mit den Symbolen Schlüssel = Petrus, Kugeln = Nikolaus und das Gotteslamm = Johannes.
Das Wappen wurde vom Kommunalheraldiker Jörg Mantzsch gestaltet.

### Flagge
Die Flagge ist rot-weiß-rot (1:4:1) gestreift (Querform: Streifen waagerecht verlaufend, Längsform: Streifen senkrecht verlaufend) und mittig mit dem Gemeindewappen belegt.

## Wirtschaft und Infrastruktur

### Verkehr
Westlich des Gemeindegebiets verläuft die Bundesstraße 180 von Hettstedt nach Naumburg (Saale). Die Bundesautobahn 38 verläuft seit Dezember 2008 nördlich der Gemeinde.
Von 1884 bis 2003 hatte der Ort einen Bahnhof an der Bahnstrecke Röblingen am See–Vitzenburg.

## Persönlichkeiten
- Christian Blumberg (1664–1735), lutherischer Theologe, Superintendent in Zwickau
- Max Meißner (1859–1942), Bildhauer in Berlin
- Hermann Heinze (1860–1920), Cafétier in Hamburg
- Wilhelm Schäfer (1911–1961), SS-Mitglied und verurteilter Kriegsverbrecher
- Heidi Reichinnek (* 1988), Politikerin (Die Linke)